# Streptococcus uberis
A Streptococcus uberis egy Gram-pozitív baktériumfaj.

## Tudnivalók
A Streptococcus uberis közönséges kórokozója a tülkösszarvúaknak (Bovidae), azonban Franciaországban először találtak meg ezt a baktériumot egy Oryx-fajban. A kardszarvú antilopban (Oryx dammah) ez a kórokozó vegetatív endocarditist okozott, mely aztán halálos szívelégtelenséghez vezetett.

## Fordítás
- Ez a szócikk részben vagy egészben  a   Streptococcus uberis című angol Wikipédia-szócikk ezen változatának fordításán alapul.  Az eredeti cikk szerkesztőit annak laptörténete sorolja fel. Ez a jelzés csupán a megfogalmazás eredetét és a szerzői jogokat jelzi, nem szolgál a cikkben szereplő információk forrásmegjelöléseként.